# Livin' on the Fault Line
Livin' on the Fault Line is het zevende studioalbum van de Amerikaanse rockband The Doobie Brothers. Het werd 19 augustus 1977 uitgebracht op Warner Bros. en kwam tot een tiende plaats in de Billboard 200.  

## Achtergrond
Het album ligt in het verlengde van Takin' It To The Streets (1976) waarop Michael McDonald zijn debuut maakte als plaatsvervanger van de zieke frontman Tom Johnston. Johnston zou in eerste instantie weer meedoen, ondanks zijn moeizame herstel, en schreef tijdens de opnamesessies vijf songs. Hij vond ze echter niet goed genoeg voor het album en besloot al snel de Doobies te verlaten. Op de binnenhoes staat hij nog wel vermeld en afgebeeld als bandlid. Door het vertrek van Johnston werd de rol van McDonald nog groter; zijn soulstem is op acht van de tien nummers te horen, al dan niet in combinatie met zanger-gitarist Patrick Simmons en bassist Tiran Porter op diens Need a Lady. 
Van het album werden drie singles getrokken: Little Darling (I Need You), een cover van de Marvin Gaye hit uit 1966; Echoes of Love, dat Simmons oorspronkelijk voor Al Green had geschreven, en McDonalds Nothin' But a Heartache. Geen van drieën haalden ze de (Amerikaanse) top 40; wel werd You Belong to Me in 1978 een hit in de uitvoering van medeauteur Carly Simon.

## Tracklijst
| Nr. | Titel                       | Vocals            | Duur |
| --- | --------------------------- | ----------------- | ---- |
| 1.  | You're Made That Way        | Michael McDonald  | 3:30 |
| 2.  | Echoes of Love              | Pat Simmons       | 2:57 |
| 3.  | Little Darling (I Need You) | McDonald          | 3:24 |
| 4.  | You Belong to Me            | McDonald          | 3:04 |
| 5.  | Livin' on the Fault Line    | Simmons, McDonald | 4:42 |

| Nr. | Titel                     | Vocals                                       | Duur |
| --- | ------------------------- | -------------------------------------------- | ---- |
| 6.  | Nothin' But a Heartache   | McDonald                                     | 3:05 |
| 7.  | Chinatown                 | Simmons, McDonald                            | 4:55 |
| 8.  | There's a Light           | McDonald                                     | 4:12 |
| 9.  | Need a Lady               | Tiran Porter (w/cameos by Simmons, McDonald) | 3:21 |
| 10. | Larry the Logger Two-Step | instrumentaal                                | 1:16 |

## Personeel
The Doobie Brothers:
- Patrick Simmons – elektrische en gitaren, lead en achtergrondzang
- Jeff "Skunk" Baxter – elektrische en akoestische gitaren
- Michael McDonald – akoestische en elektrische piano's, orgel, clavinet, synthesizer, lead en achtergrondzang
- Tiran Porter – bas, achtergrondzang, leadzang op "Need a Lady"
- Keith Knudsen – drums, percussie, achtergrondzang
- John Hartman – drums, percussie
- Tom Johnston – gitaar, zang (vermeld als bandlid maar speelt niet mee op het album)

Gastmuzikanten:
- Bobby LaKind – conga's, achtergrondzang
- Dan Armstrong – elektrische sitarsolo op "Need a Lady"
- Randy Brecker – trompetsolo op "You Belong to Me"
- Norton Buffalo – mondharmonica op "There's a Light"
- Victor Feldman – vibrafoon op "Livin' on the Fault Line"
- Rosemary Butler – achtergrondzang op "Little Darling (I Need You)", "You Belong to Me" en "There's a Light"
- Maureen McDonald – achtergrondzang op "You're Made That Way"
- Ted Templeman – percussie
- David Paich – strijkers en blazersarrangementen op "You're Made That Way", "Little Darling (I Need You)", "You Belong to Me" en "There's a Light", strijkersarrangement op "Nothin' But a Heartache"

## Productie
- Producer – Ted Templeman
- Productie coördinatie – Beth Naranjo
- Technici – Donn Landee
- Co-technicus – Kent Nebergall
- Hoesontwerp en fotografie – Bruce Steinberg
- Binnenhoesfoto – Michael Zagaris
- Luchtfotopiloot – Roger Glenn
- Inkleurwerk – Kristin Sundbom